# Пуни, Цезарь

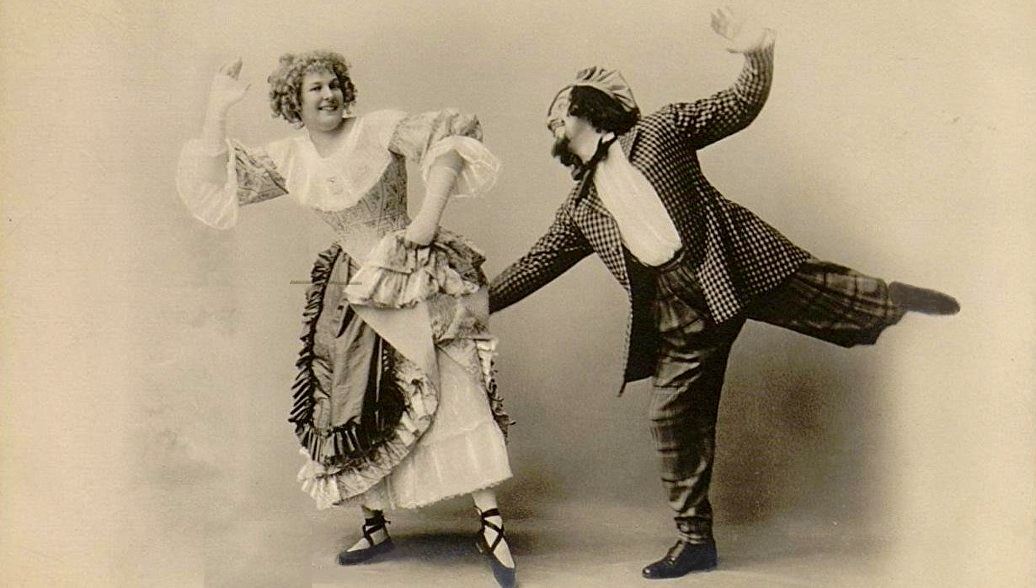
Сергей Легат и Мария Петипа в балете Ц. Пуни «Наяда и рыбак»

Це́зарь Пу́ни (при рождении Че́заре Пу́ньи — итал. Cesare Pugni; 31 мая 1802, Генуя, Сардинское королевство — 14 [26] января 1870, Санкт-Петербург, Российская империя) — итальянский композитор, работавший в театрах Милана, Парижа, Лондона и Санкт-Петербурга. Автор 312 балетов, 10 опер, 40 месс, а также симфоний, кантат и других сочинений.

## Биография
В 1822 году окончил Миланскую консерваторию по классу композиции. В 1825—1834 годах работал в театре «Ла Скала», где были поставлены такие его балеты, как «Осада Кале» (1827), «Агамемнон» (1828), «Аделаида Французская» (1829), «Макбет» (1830).
С 1834 по 1843 год работал в Париже, с 1843 по 1850 год — в Лондоне, в качестве композитора балетной музыки при Королевском театре в Хеймаркете. Здесь были поставлены такие его балеты, как «Аврора», «Ундина» (впоследствии ставившаяся как «Наяда и рыбак»; оба — 1843), «Эсмеральда» (по роману Виктора Гюго «Собор Парижской богоматери»), «Маркитантка» (оба — 1844), «Розида, или Сиракузские рудокопы» (1845), «Катарина, дочь разбойника» (1846), «Метаморфозы» (1850). В этот же период ряд его балетов был поставлен в Париже, а некоторые — в других городах, в том числе в Санкт-Петербурге.
Пуни сотрудничал с хореографами Жюлем Перро, Артуром Сен-Леоном, Полем Тальони, которые создавали свои балеты специально для таких звёзд того времени, как  Карлотта Гризи, Мария Тальони, Фанни Черрито, Фанни Эльслер, Люсиль Гран.
Начиная с 1851 года Цезарь Пуни — композитор балетной музыки при петербургских императорских театрах. Здесь он сотрудничал, в первую очередь, с Артуром Сен-Леоном и Мариусом Петипа, также недолгое время имел дело с братом последнего, Люсьеном, работавшим преимущественно в Париже. В петербургском Большом театре были поставлены его балеты «Война женщин» (1852), «Армида» (1855), «Парижский рынок» (1859), «Дочь фараона» (1862, балетмейстер Мариус Петипа), «Сирота Теолинда», «Метеора», «Севильская жемчужина» (все — 1862, балетмейстер Артур Сен-Леон), «Царь Кандавл» (1868) и другие.
В 1864 году в сотрудничестве с Сен-Леоном Пуни создал первый балет на русскую национальную тему — «Конёк-Горбунок» по сказке П. П. Ершова, где использовал популярные русские мелодии.
Похоронен в Санкт-Петербурге на Выборгском римско-католическом кладбище.

## Творческое наследие
Музыка Пуни отличается свежестью, гибкостью мелодического рисунка, метрически чёткими формами, пластичностью, яркой танцевальностью.
Благодаря этим и многим другим качествам некоторые балеты композитора до сих присутствуют в репертуаре балетных театров. Так, «Эсмеральда» если не целиком, то во фрагментах продолжала существовать в советское время и на московской, и на ленинградской сценах (возобновление соответственно Василия Тихомирова, 1926 и  Агриппины Вагановой, 1935 и 1948). В качестве примера классического балетного наследия сохранился pas de quatre «Фрески» из балета «Конёк-Горбунок». Уже в XXI веке  были заново поставлены «Дочь фараона» (Большой театр, 2000, балетмейстер Пьер Лакотт; Мариинский театр, 2023, балетмейстер Тони Канделоро) и «Ундина» (Мариинский театр, 2006, балетмейстер Пьер Лакотт ).

## Семья
- Сыновья:
  - Цезарь Цезаревич Пуни (по семейной традиции старших сыновей на протяжении ряда поколений нарекали именем Цезарь) жил в одной из белорусских губерний, служил на железной дороге; у него с женой Констанцией Людвиговной было двое сыновей и восемь дочерей, одна из которых, Леонтия (Леонтина-Констанция) Цезаревна (1885—1980), стала балериной Мариинского театра, в 1915 году вышла замуж за графа М. В. Скарятина, исследователя древних цивилизаций, египтолога и каббалиста, и уехала в Париж. Старший сын Цезаря и Констанции — Цезарь Цезаревич Пуни (1868–1951) — учился в Императорской медико-хирургической академии в Санкт-Петербурге, однако, будучи на 4 курсе, за участие в нелегальном студенческом кружке был выслан в Малмыжский уезд Вятской губернии. Вскоре ему разрешили переехать в Вятку, где он и остался, работал стоматологом[2]. В 1897 году женился на Александре Дмитриевне Шеломенцевой (1875–1949), у них было пятеро детей[3] — Авксентий (1898–1985), Галинй (1905–1975), Тамарй (1907–1991), Владислав (1907–после 1940) и Николая (1914–после 1945)[4], из которых старший — 
    - Авксентий Цезаревич Пуни (1898—1985), советский психолог, один из основоположников спортивной психологии в СССР, доктор педагогических наук, профессор[2][5].

  - Альберт Цезаревич Пуни (28 марта 1848, Лондон – 18 октября 1925, Куоккала) был виолончелистом Мариинского театра[6]. В 1903 году принял православие и имя Андрей, потому двое его старших детей от первого брака зарегистрированы как Альбертовичи, а двое младших от второго брака - как Андреевичи.  С 1887 года владел дачей в Куоккале[2][7]. Его дети:
    - Мария Альбертовна Пуни, в замужестве Штерн, после смены мужем фамилии в 1914 г. — Астрова (20 января 1880, С.-Петербург – 4 февраля 1971, Париж). 25.10.1923 вместе с мужем уехала из Петрограда в Куоккалу, затем в 1925 – в Париж[6].
    - художник-авангардист Иван Альбертович Пуни, в 1920 году эмигрировал в Германию и далее во Францию;[6]
    - Юлия Андреевна Пуни, в замужестве Эфрон (28.01.1901 – 22.03.1993, Блумфилд, США);[6]
    - Ольга Андреевна Пуни, в замужестве Кобылянская-Горянская (23 июля 1903 – 1981, Париж)[6]. Юлия и Ольга выступали (рояль, пение, виолончель) на традиционных репинских «средах» в усадьбе художника «Пенаты» в Куоккале, Сохранился также портрет другой Юлии (Джульетты) Пуни, их кузины, — рисунок работы И. Е. Репина[8], датированный 7.09.1913[2]; по воспоминаниям Д. С. Лихачёва, Репин создал также акварельный портрет Марии Альбертовны, который впоследствии подарил её отцу.[2]

  - Гектор (Виктор) Цезаревич Пуни (умер в 1889 году) был учеником итальянского флейтиста-виртуоза, композитора Цезаря (Чезаре) Чиарди, одного из основоположников профессионального обучения игре на флейте в России, и служил солистом-флейтистом в оркестре Большого театра. Его сын:
    - Александр Викторович Ширяев, артист балета, танцевавший в балетах своего деда, а также возобновивший некоторые из них (совместно с Мариусом Петипа) на сцене Мариинского театра, балетмейстер, педагог, соавтор первого учебника по характерному танцу, пионер кино и мультипликации.